# Мері Кассат
Мері Кассат (англ. Mary Cassatt; 22 травня 1844  — 14 червня 1926) — американська художниця-імпресіоністка, графікеса, фотографка й суфражистка, що прожила більшу частину життя у Франції. Наскрізний мотив її полотен — соціальне та особисте життя жінок, з особливим наголосом на тісний зв'язок матерів та дітей.

## Ранній період
Народилася в Аллегейні, штат Пенсільванія, що нині є частиною Пітсбурга. Батько, Роберт С. Кассат, успішний біржовий брокер; мати, Кетрін Джонстон Келсо, походила з сім'ї банкіра. Мері росла в сім'ї, де подорожі за кордон вважалися невіддільною частиною освіти; у 10 років уже побувала у багатьох столицях Європи, включаючи Лондон, Париж, Дармштадт та Берлін.
Попри те, що сім'я була проти бажання Мері стати професійною художницею, вона почала вивчати живопис в Пенсильванській Академії витончених мистецтв у Філадельфії (1861 — 1865). Нетерпима до неспішного темпу навчання та заступницького ставлення з боку чоловічої половини студентства та викладачів, вирішила продовжити вивчення самостійно — і в 1866 році переїхала в Париж.
Повернувшись до США на початку франко-пруської війни, Кассат проживала з сім'єю, але в той час у невеликому містечку було важко знайти меценатів для підтримки занять живописом та моделі для малювання. Батько продовжував пручатися обраному нею ремеслу і оплачував тільки її основні життєві потреби. Кассат повернулася до Європи в 1871 році, коли архієпископ Пітсбургський доручив їй зробити копії картин в Італії, після чого змогла вільно подорожувати всією Європою.

## Імпресіонізм
Після самостійного навчання у великих європейських музеях стиль Кассат визріває ближче до 1872 року. В Парижі вона вивчає живопис разом з Камілем Пісарро.
У 1872 році журі Паризького салону допустило до показу перше полотно Кассат. Критики стверджували, що кольори її полотен заяскраві й що її портрети надто точні для того, щоб відповідати оригіналу.
Побачивши пастелі Едгара Дега у вікні магазину з продажу картин, Кассат зрозуміла, що була не самотня у своєму заколоті. «Мені довелося підійти й притиснути ніс до вікна, щоб ввібрати все, що я змогла б, з його живопису», писала вона. «Це змінило моє життя. Я побачила мистецтво таким, як я хотіла його побачити». Зустрілася з Дега в 1874 році, отримала запрошення взяти участь у виставці імпресіонізму, і її роботи експонувалися в 1879 році.
Будучи активною учасницею імпресіоністичного руху до 1886 року, Мері Кассат продовжувала товаришувати з Дега і Бертою Морізо. Як і Дега, Кассатт стала надзвичайно майстерною у використанні пастелі, зрештою вона написала багато своїх робіт, використовуючи цю техніку.
Незабаром після перших успіхів імпресіонізму Кассат змушена припинити заняття живописом, щоб доглядати за матір'ю і сестрою, які захворіли після переїзду у Париж в 1877 році. Сестра померла в 1882, але мати видужала, і Кассат відновила заняття живописом в середині 1880-х.
Стиль Кассат змінився, вона відійшла від імпресіонізму до простішого, прямого зображення. З 1886 року вона більше не ототожнювала себе з яким-небудь рухом і експериментувала з різними стилями. Серія суворо написаних, тонко психологічних, несентиментальних картин про матір і дитину є основною темою її найбільш відомих робіт.
В 1891 році Мері Кассат виставила серію вельми оригінальних кольорових літографій, в тому числі «Купання» і «Зачіска», натхненну роботами японських майстрів, експонованими в Парижі за рік до цього.

## Період розквіту

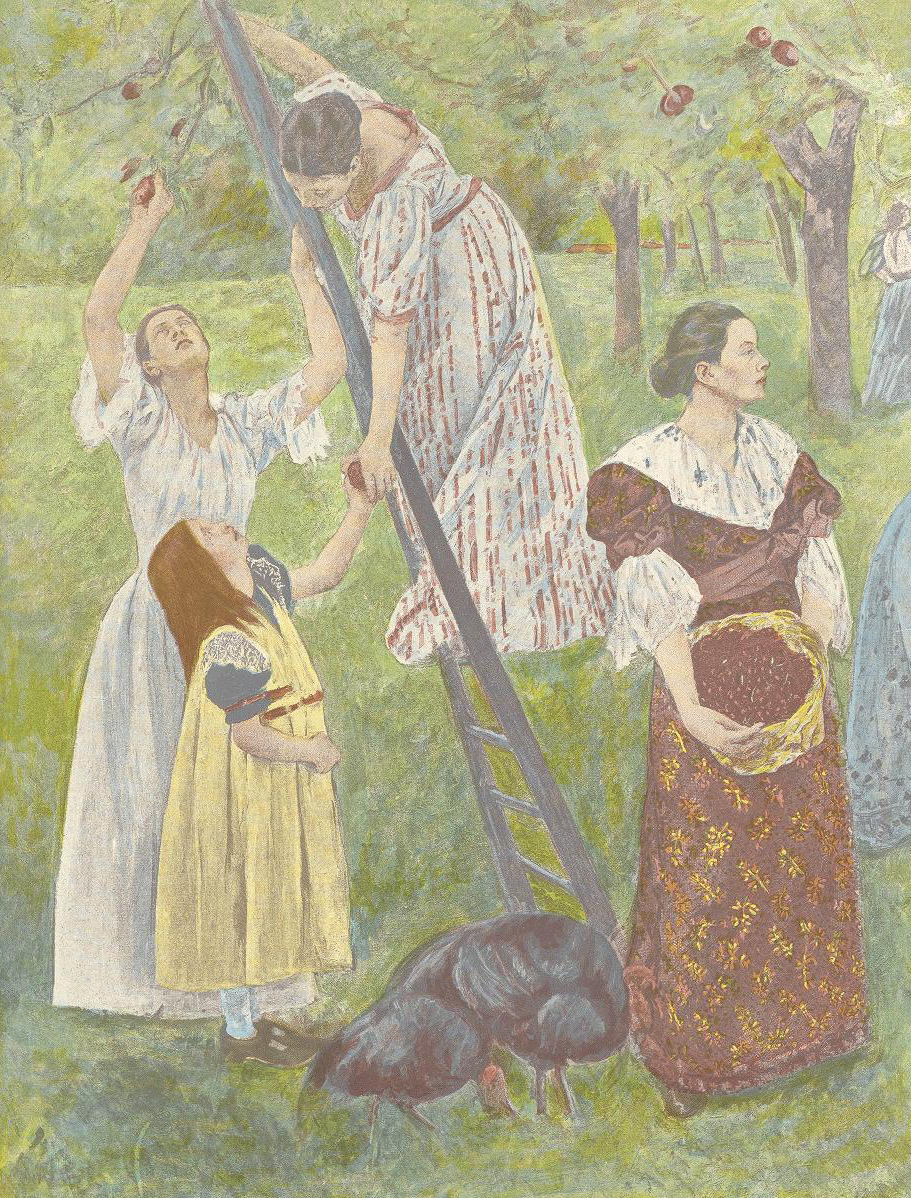
Сучасна жінка: молоді жінки зривають плоди знання (деталь, 1893)

1890-ті стали для Кассат найпліднішим творчим періодом. Її наслідували молоді американські художники, які потребували її порад та підтримки. Серед них була Люсі A. Бекон, яку Кассат представила Камілю Піссарро. На початку XX століття Кассат працювала консультанткою у великих колекціонерів творів мистецтва і багато в чому сприяла тому, щоб вони передавали свої колекції американським музеям образотворчих мистецтв. Визнання її власних робіт у США йшло повільними темпами.
У 1906 році помер брат Кассат, Олександр, голова Пенсильванських залізниць. Після цього вона не брала пензля аж до 1912 року.
Під час поїздки в Єгипет в 1910 Мері Кассат була вражена красою цієї стародавньої країни. Навіть з діагнозами діабету, ревматизму, невралгії, катаракти, поставленими у 1911 році, вона не залишає живопису, але після 1914 все ж вимушена припинити писати, оскільки майже осліпла. Тим не менш, продовжувала брати активну участь в суфражистському русі, і в 1915 році виставила 18 своїх робіт в підтримку руху.
На знак визнання її внеску в мистецтво Мері Кассат в 1904 році отримала Орден Почесного легіону.
Померла 14 червня 1926 року в Шато де Бофрене, поблизу Парижа, похована в сімейному склепі.
У 2005 році картини Мері Кассат були продані за $2,87 мільйона.

## Вшанування
- 6936 Кассатт — астероїд, названий на честь художниці[17].
- Мері Кассат вшанована на Поверсі спадщини Джуді Чикаго.
- У телефільмі «Mary Cassatt: An American Impressionist» (1999) роль Мері Кассат виконала американська акторка Емі Бреннеман.
- 22 травня 2009 року на честь дня народження Мері Кассат вебсайт www.google.com змінив свою головну сторінку, де розмістив напис «Google» з фрагментом її полотна «Купання» (1893).

## Галерея

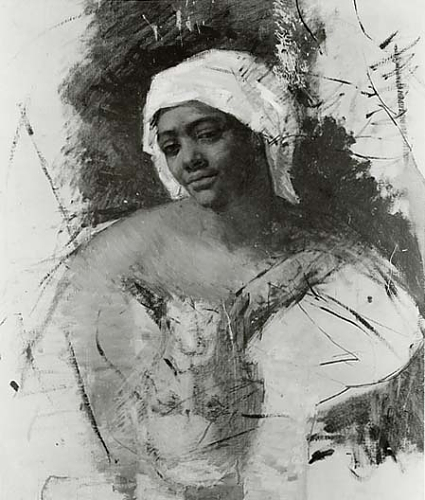
Портрет місіс Каррі, біля 1871
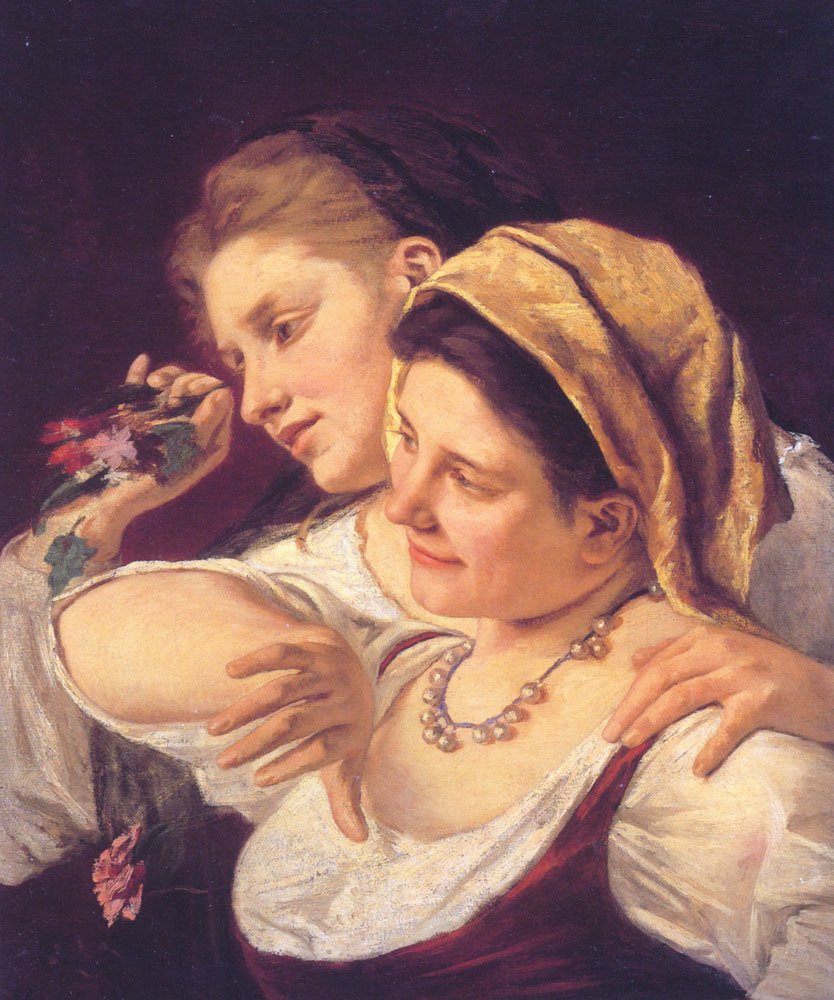
Дві жінки кидають квіти, 1872
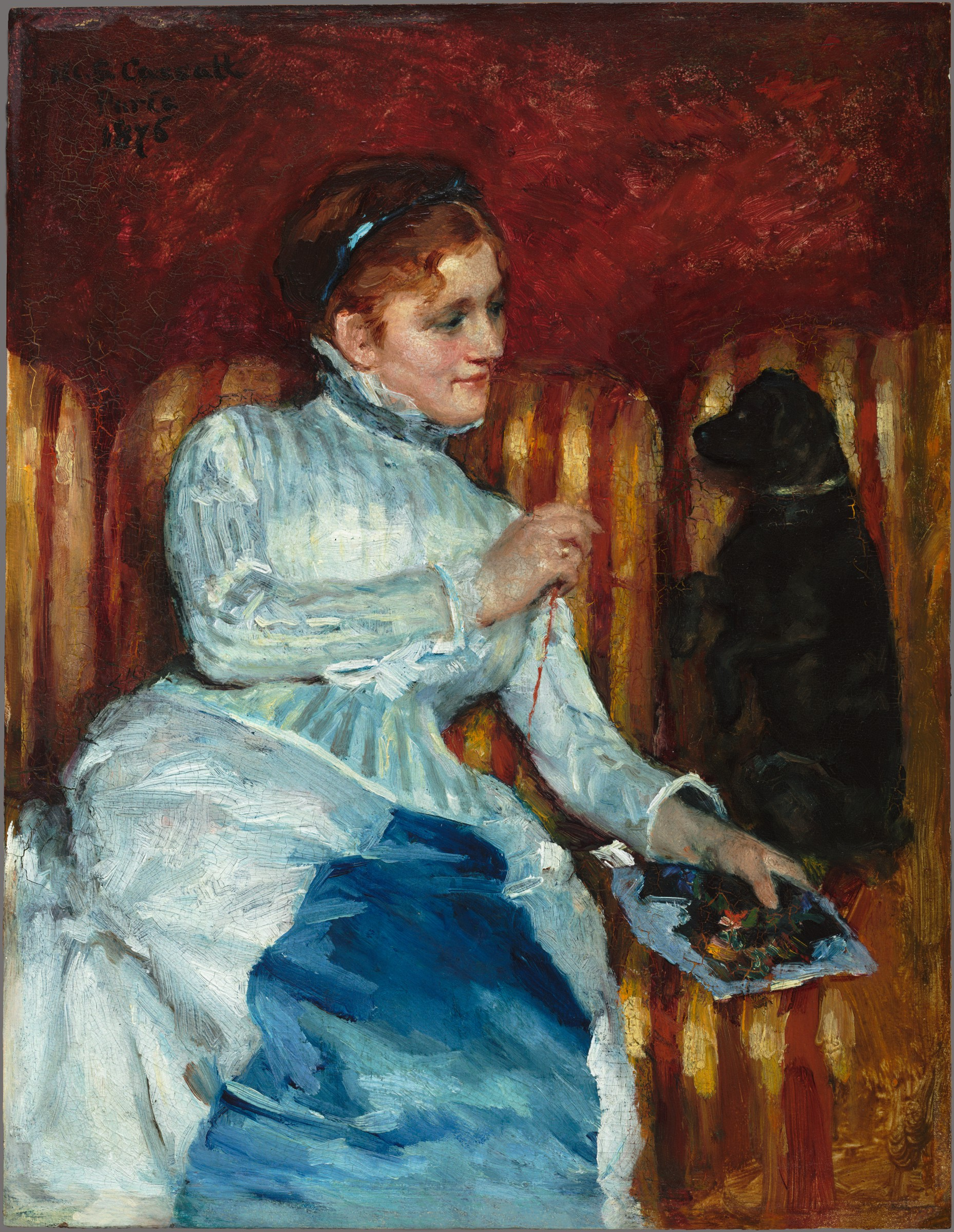
Жінка на смугастому дивані з собакою, 1876
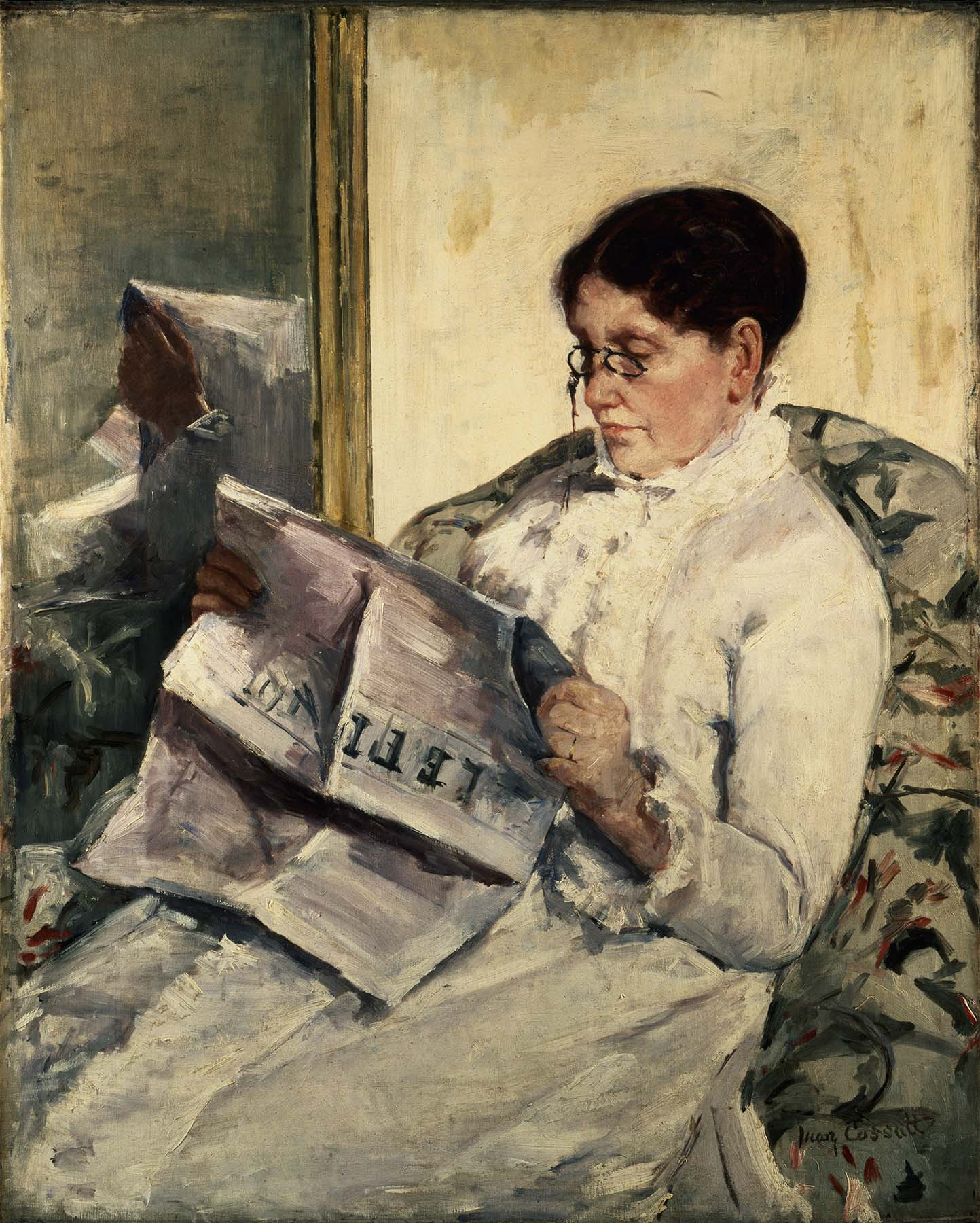
Читання Le Figaro, 1878
Дівчинка у синьому кріслі, 1878
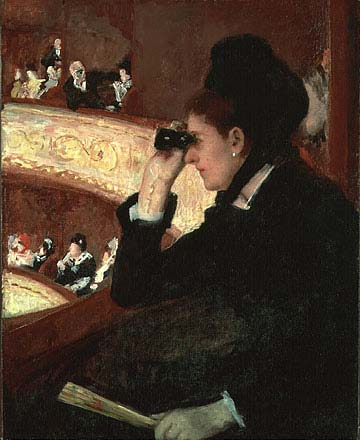
В ложі, 1878
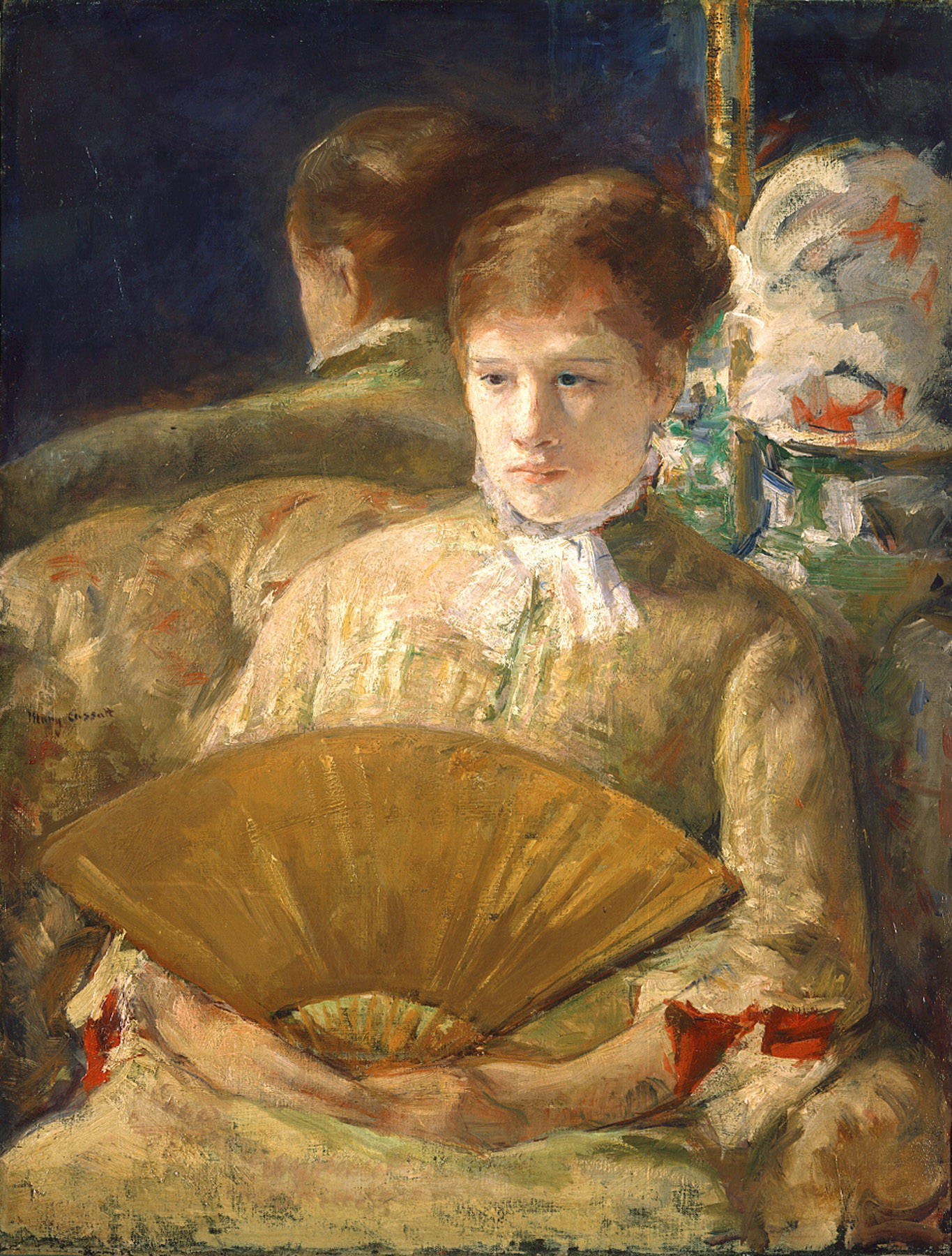
Жінка з віялом, з 1878 до 1879
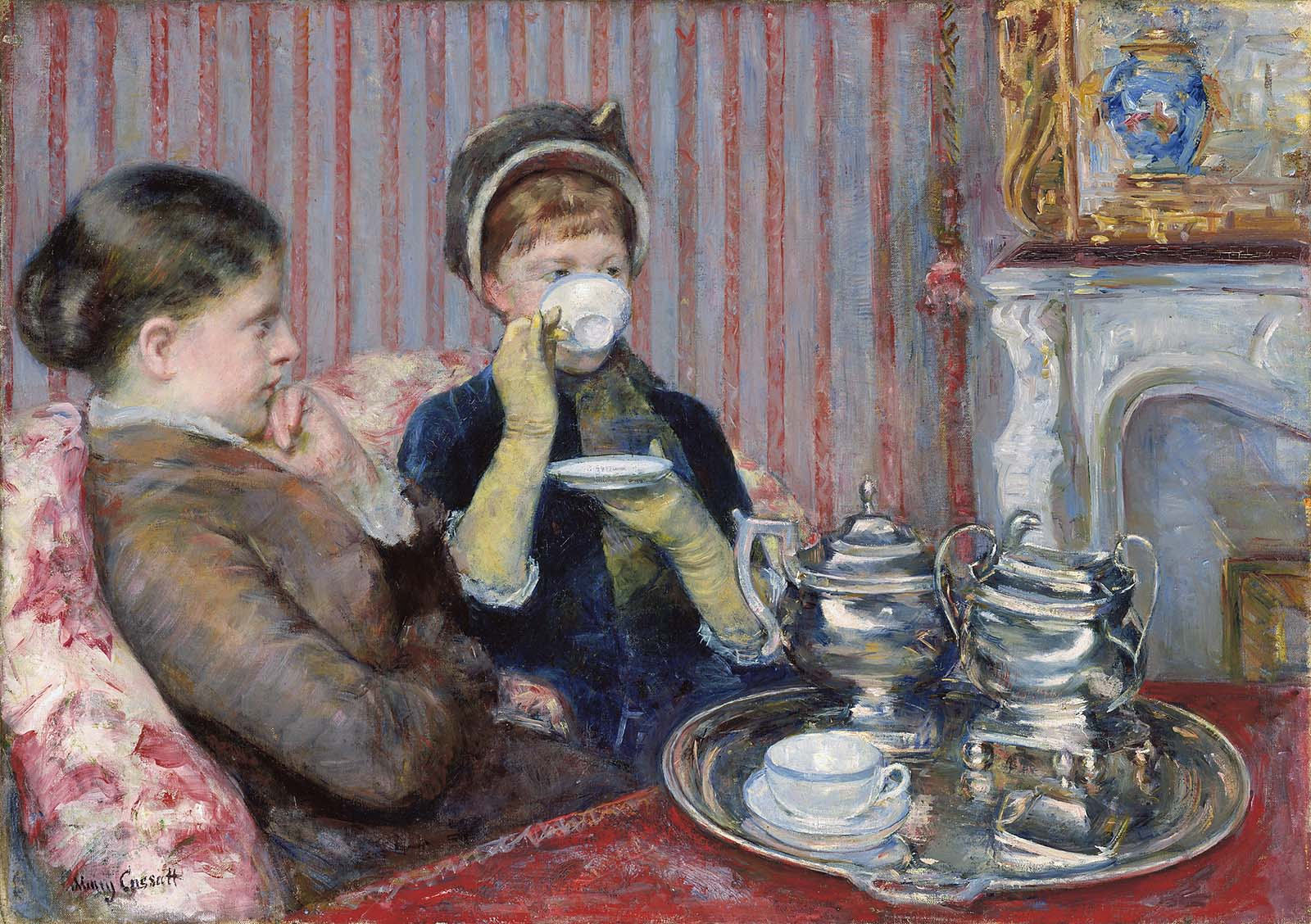
Чай. 1880
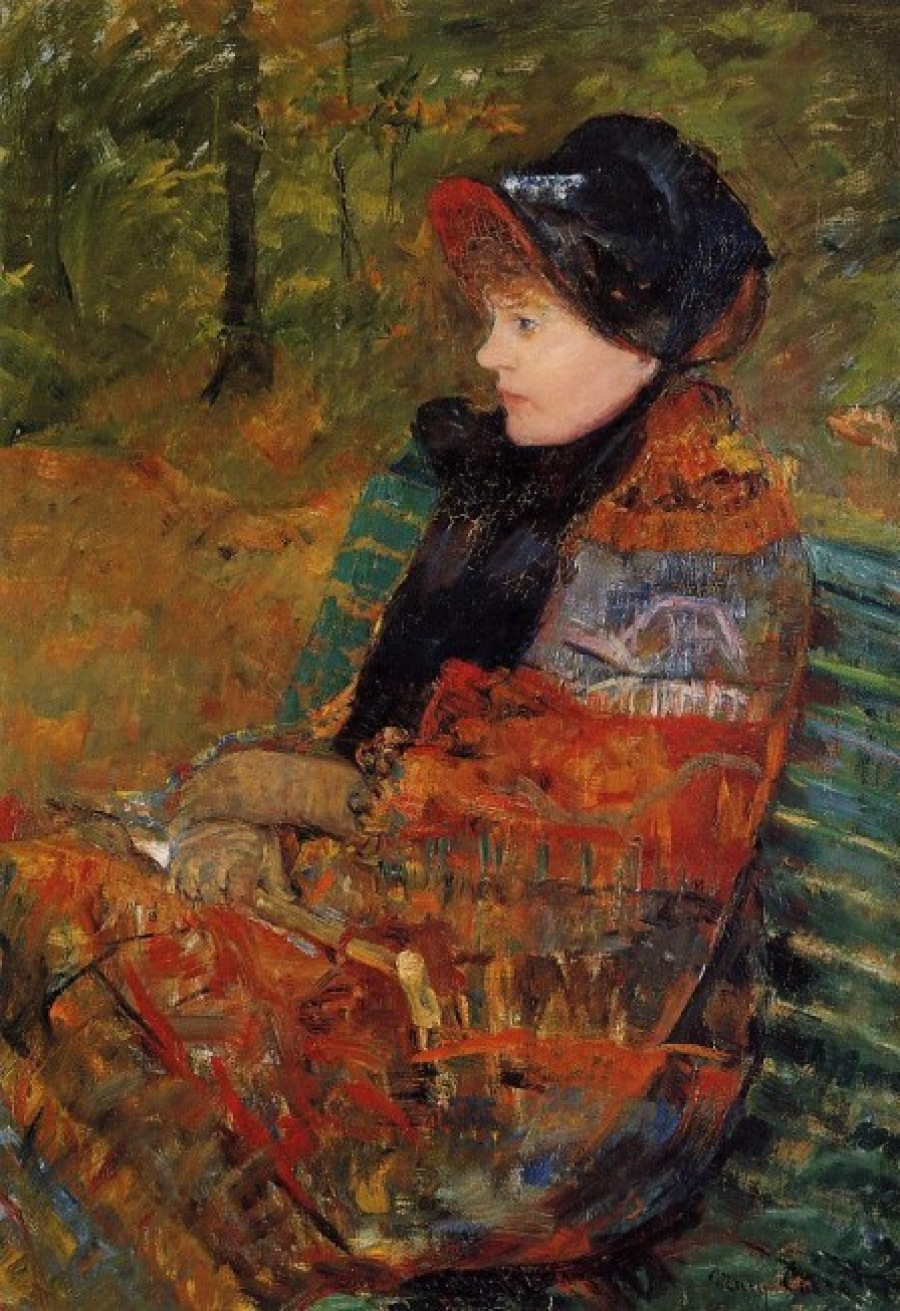
Осінь (Портрет Лідії Кассат), 1880
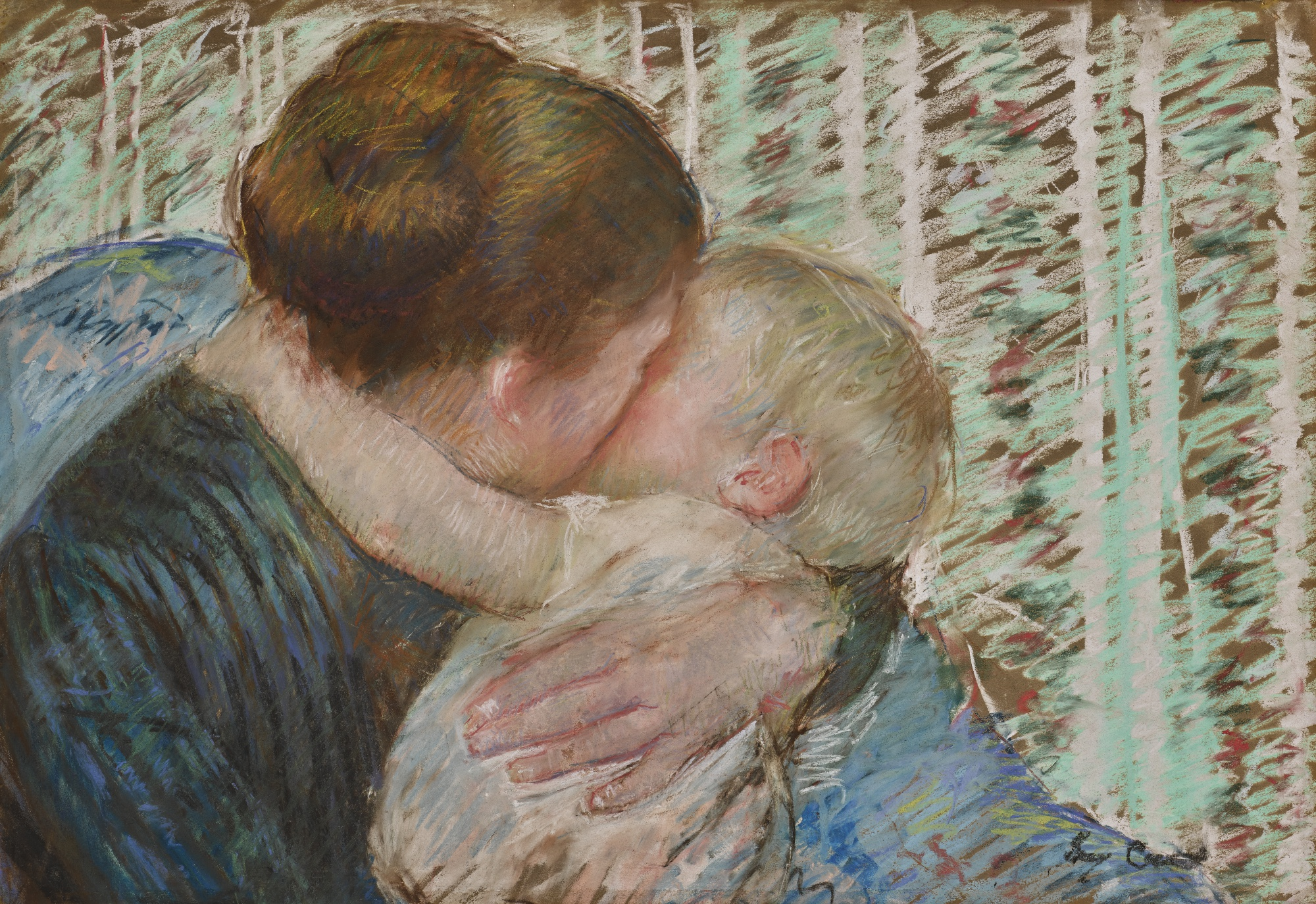
Мати і дитина (обійми на добраніч), 1880
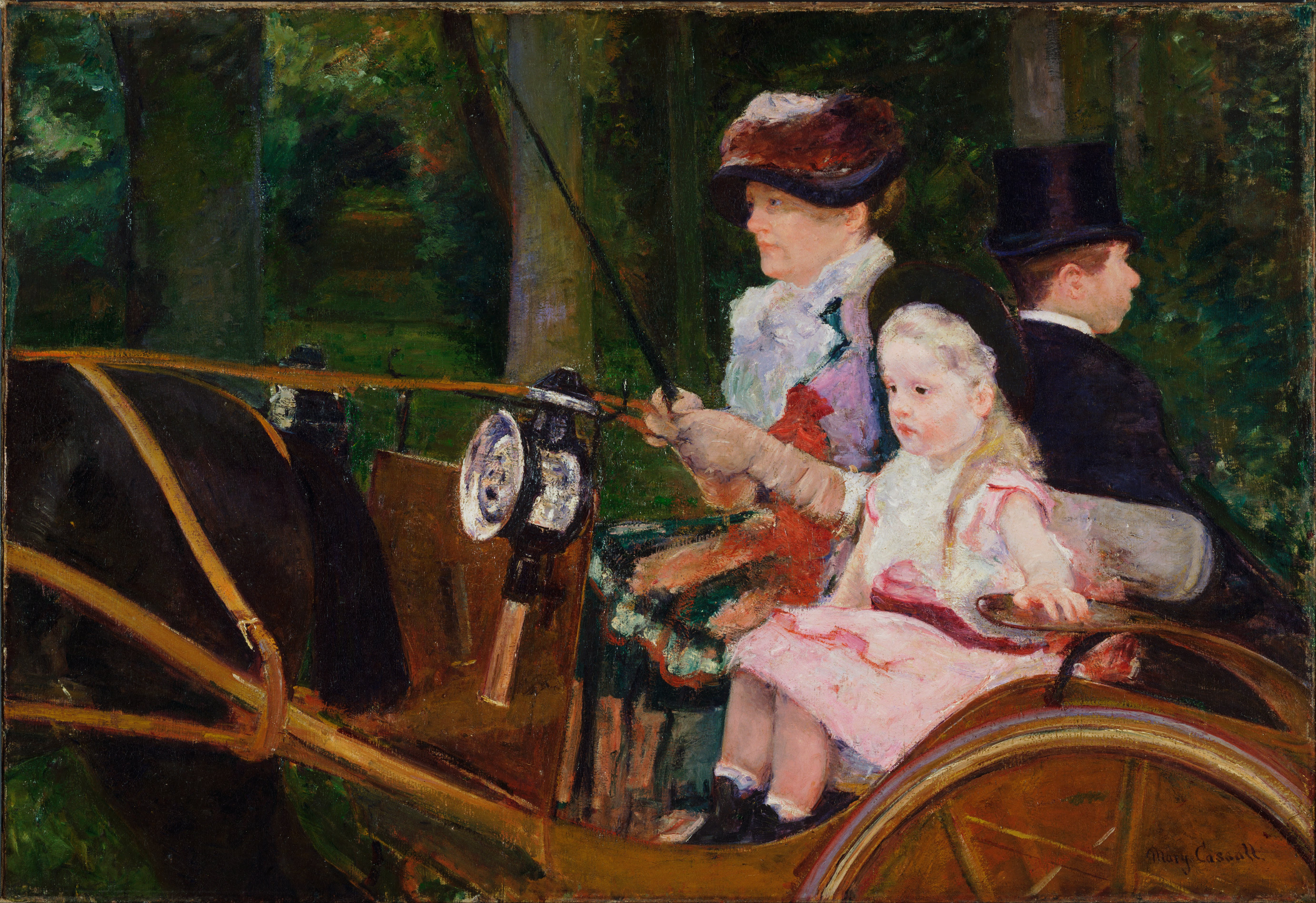
Жінка та дівчинка правлять, 1881
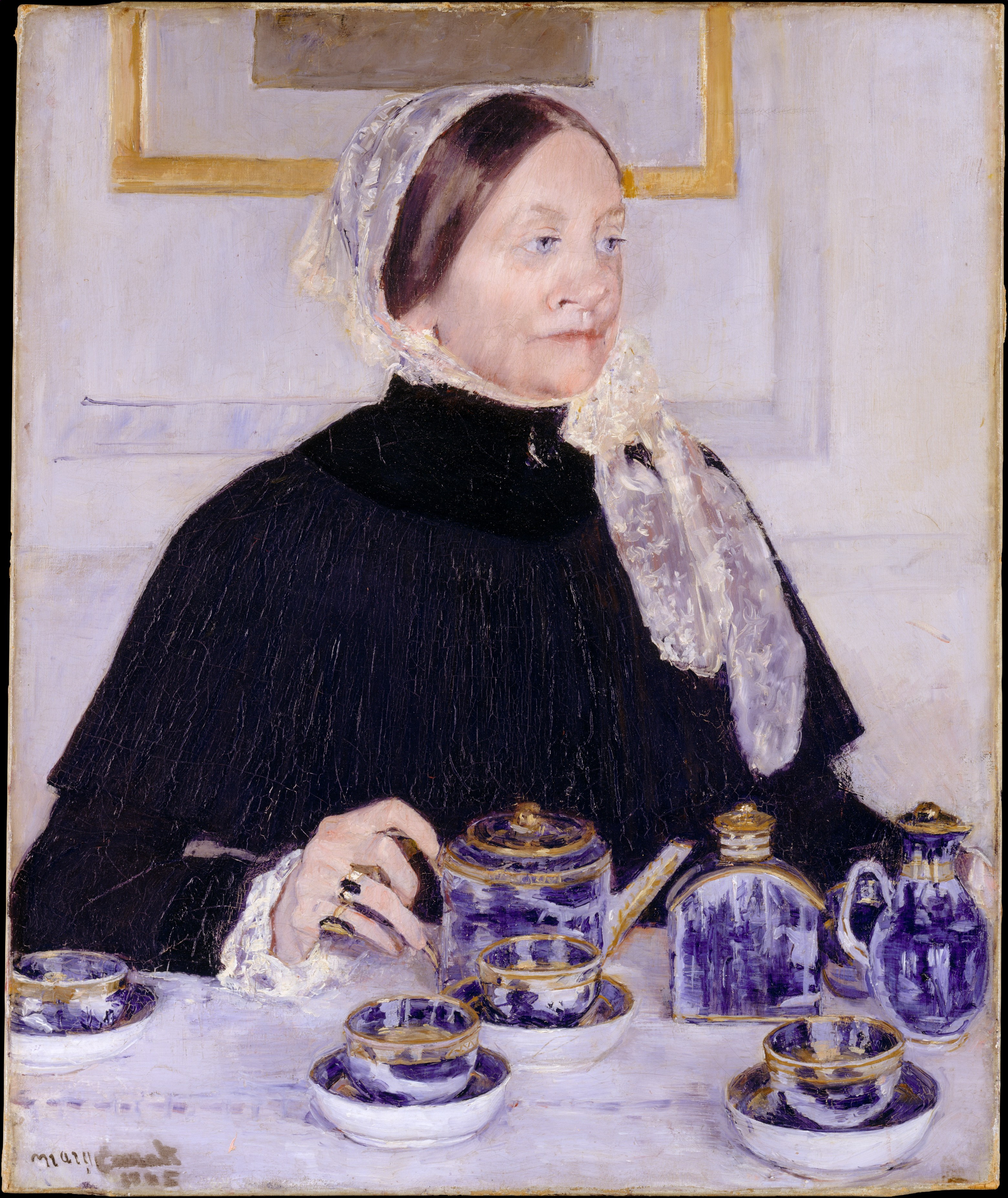
Пані за чайним столом, 1883–85
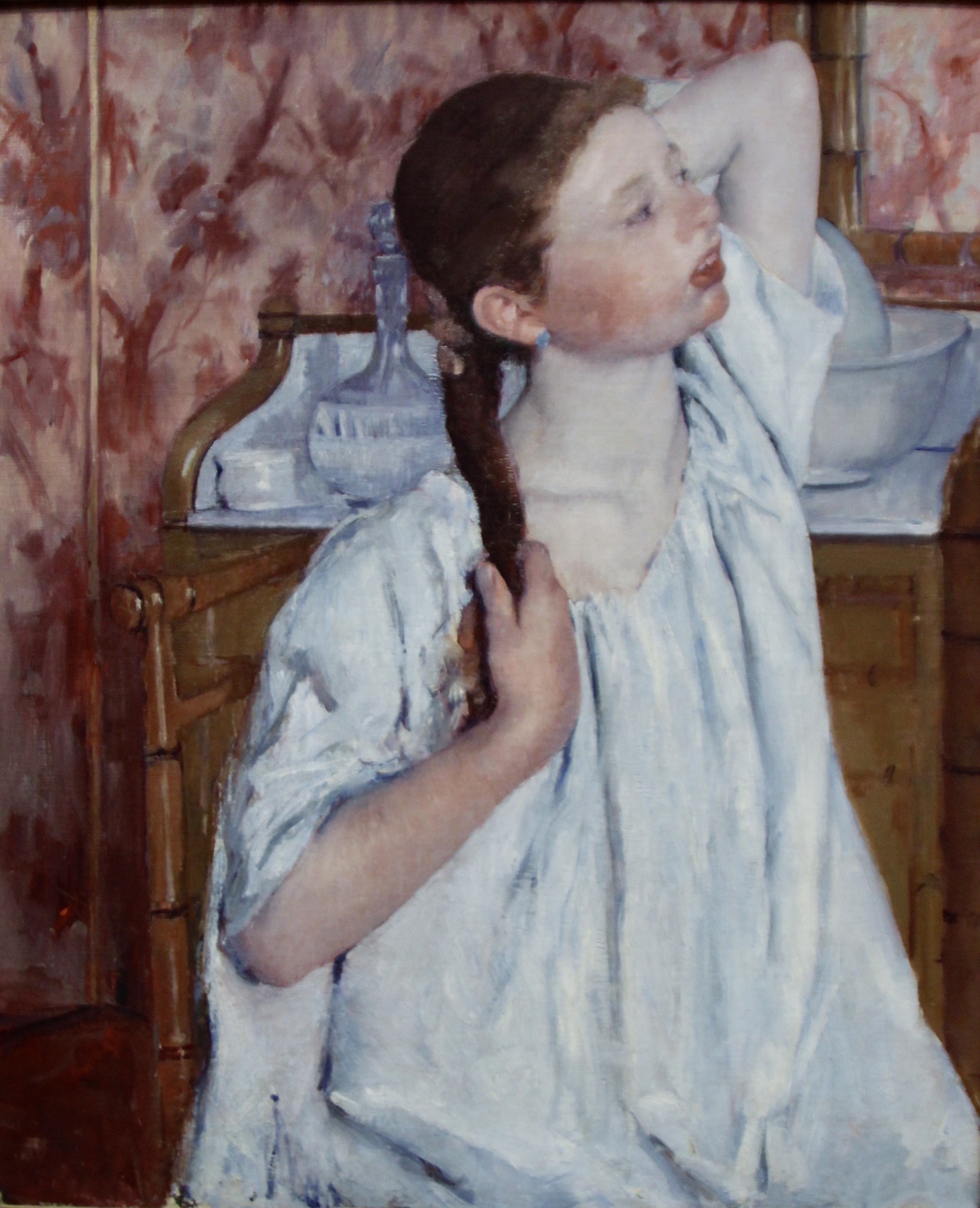
Дівчинка заплітає волосся, 1886
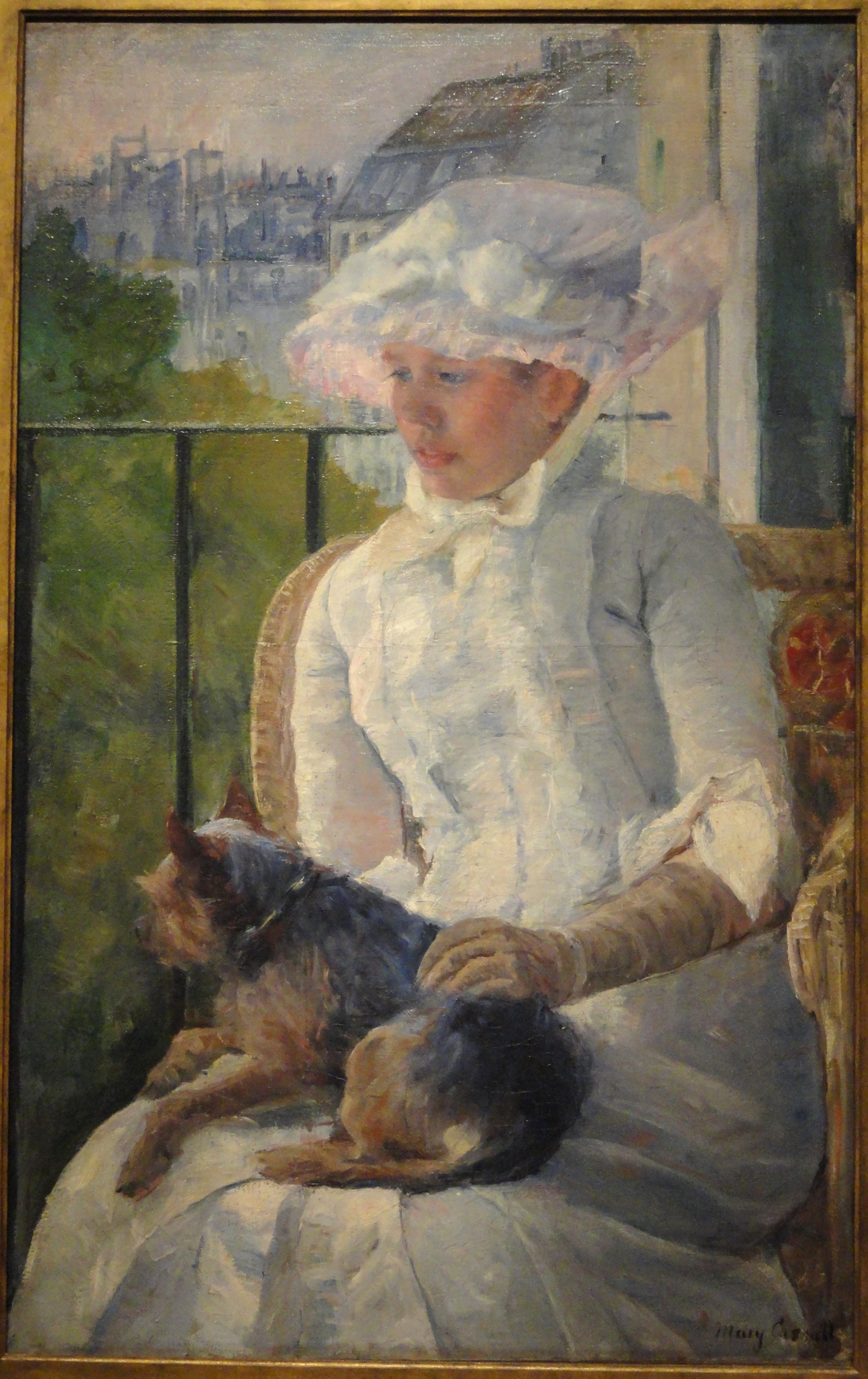
Дівчина біля вікна, 1883-1885
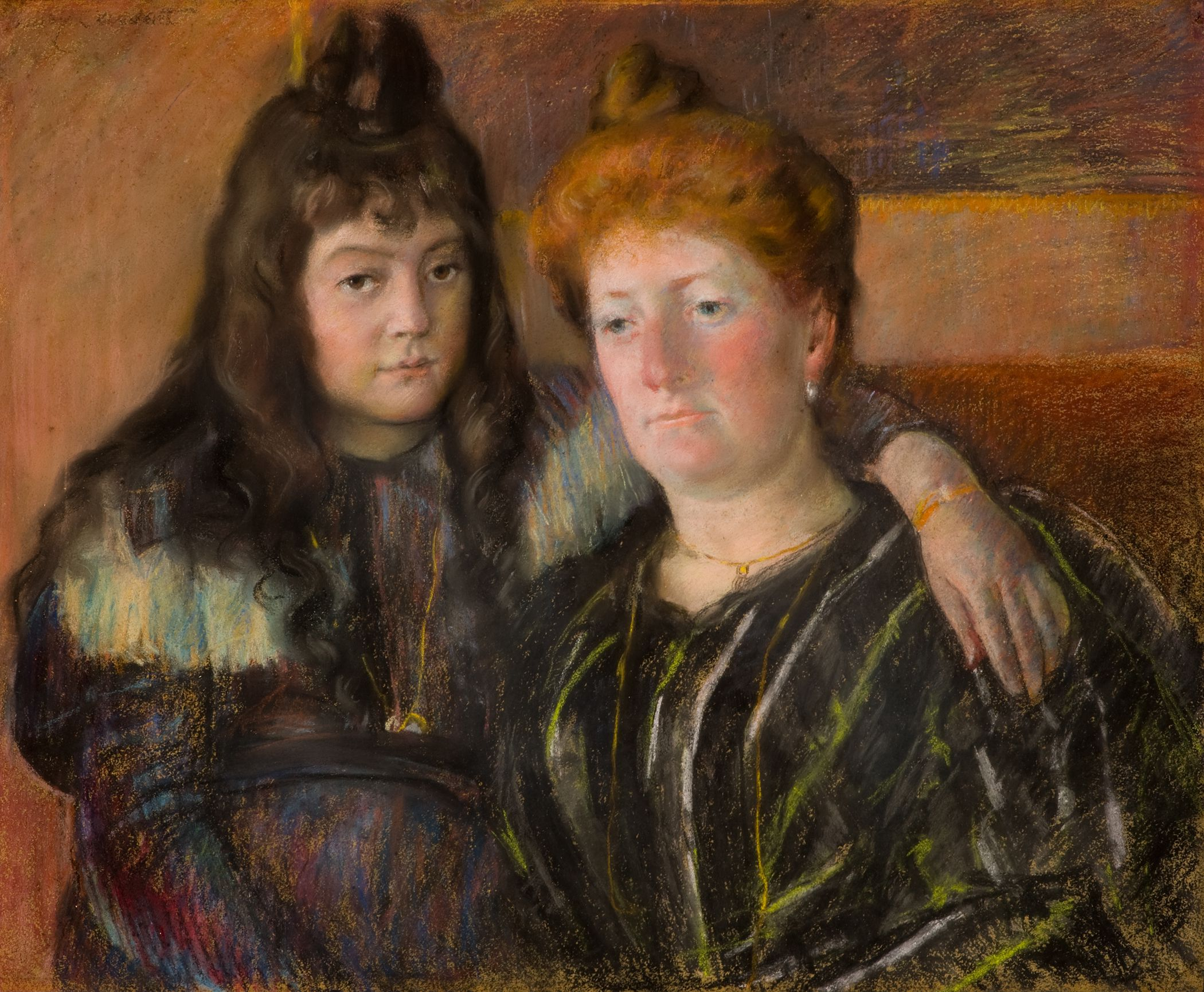
Пастель, 1899
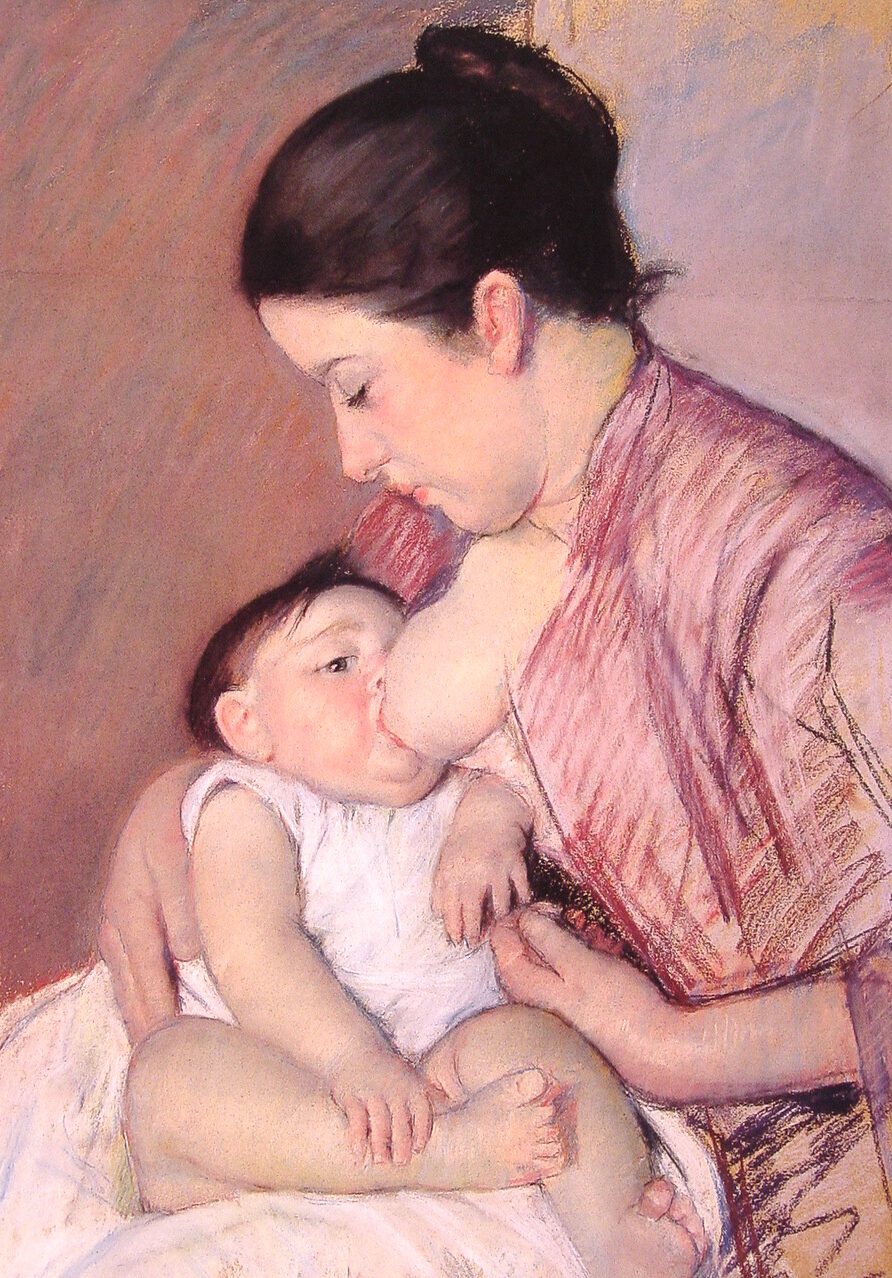
Материнство, 1890
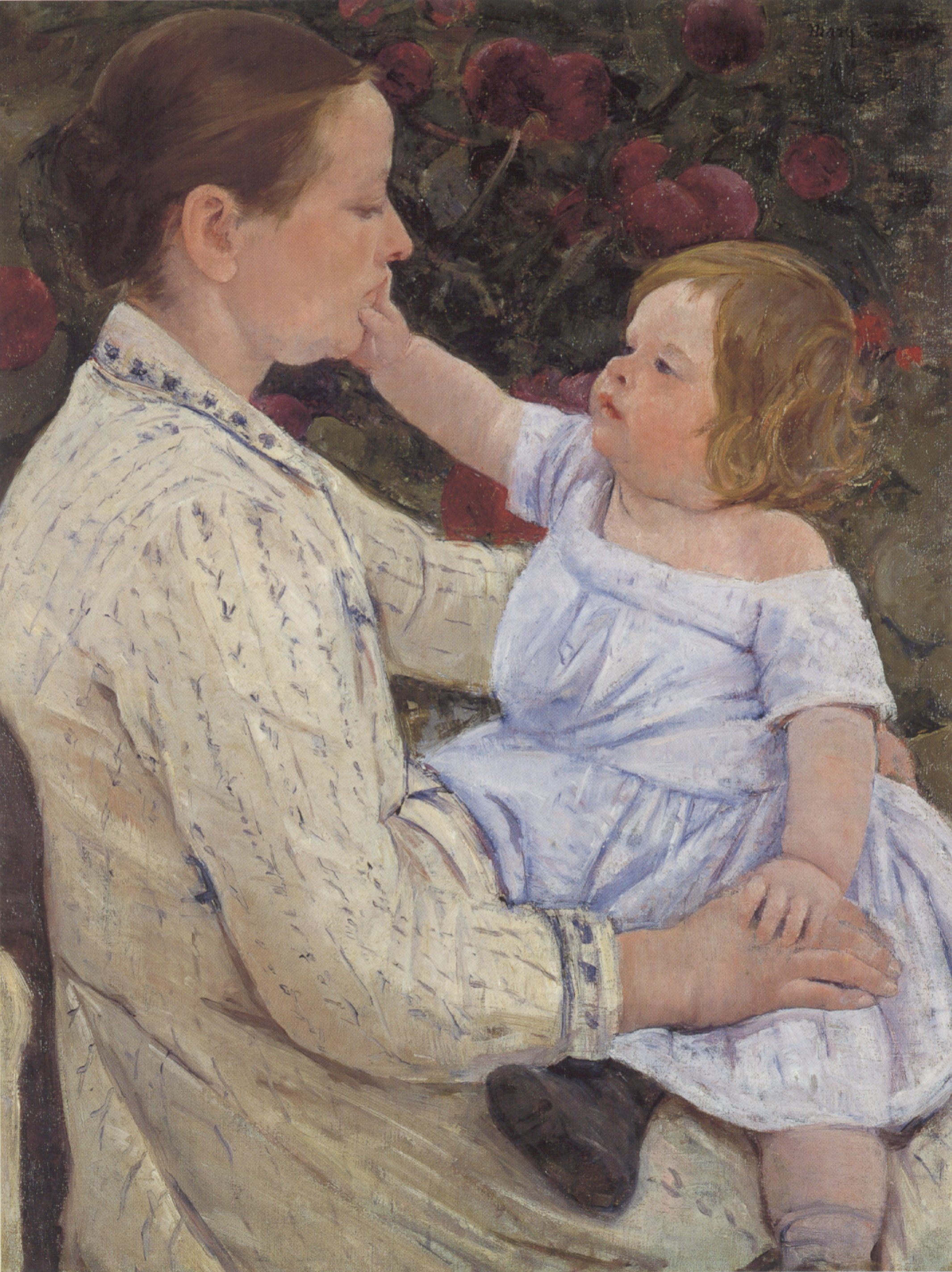
Ласка дитини, біля 1890
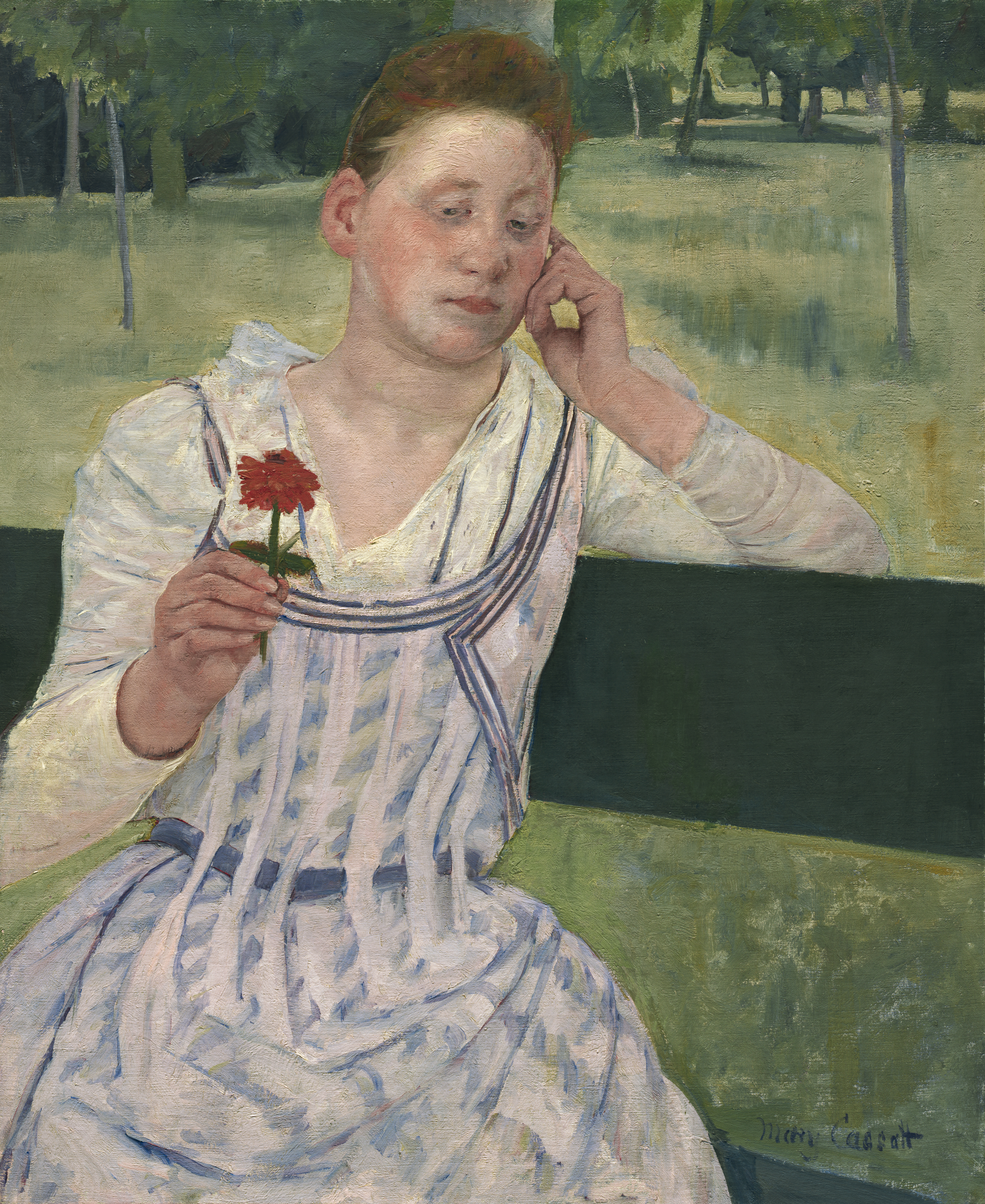
Жінка з червоною цинією, 1891
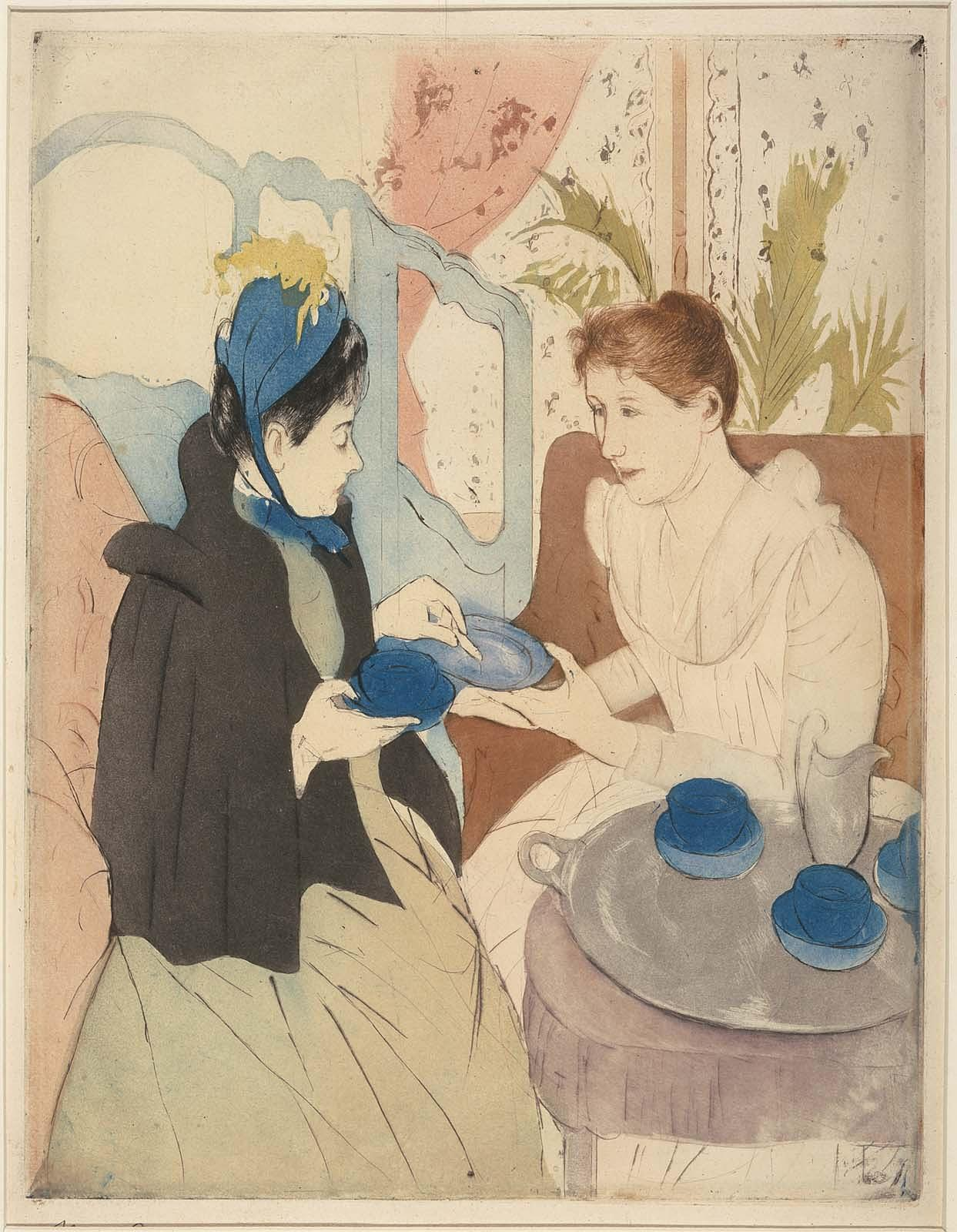
Полуденне чаювання, принт, 1891
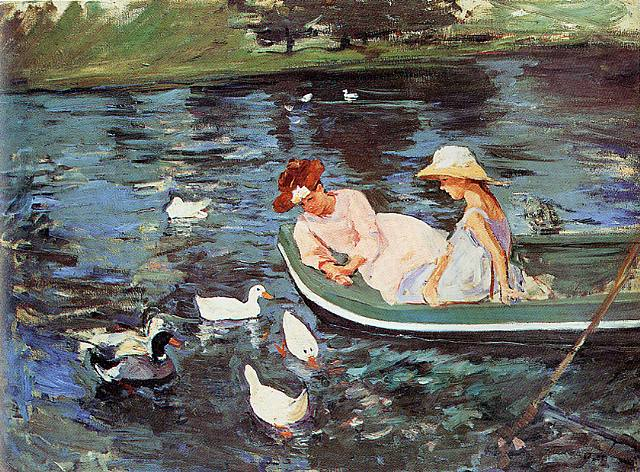
Літня пора, біля 1894
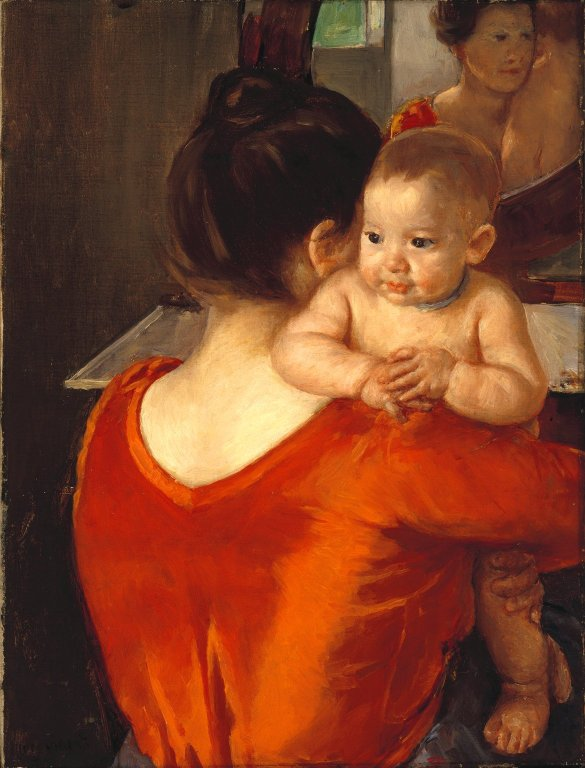
Жінка в червоному ліфі та її дитина, між 1896 та 1906
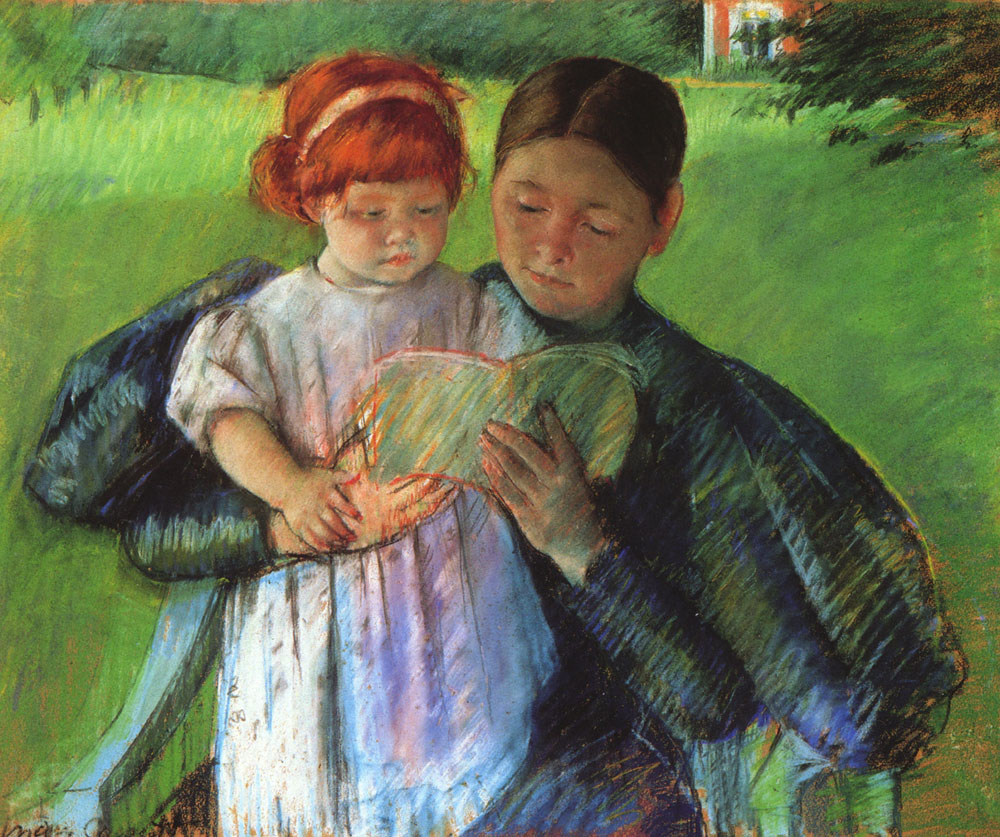
Медсестра читає дівчинці, пастель, 1895
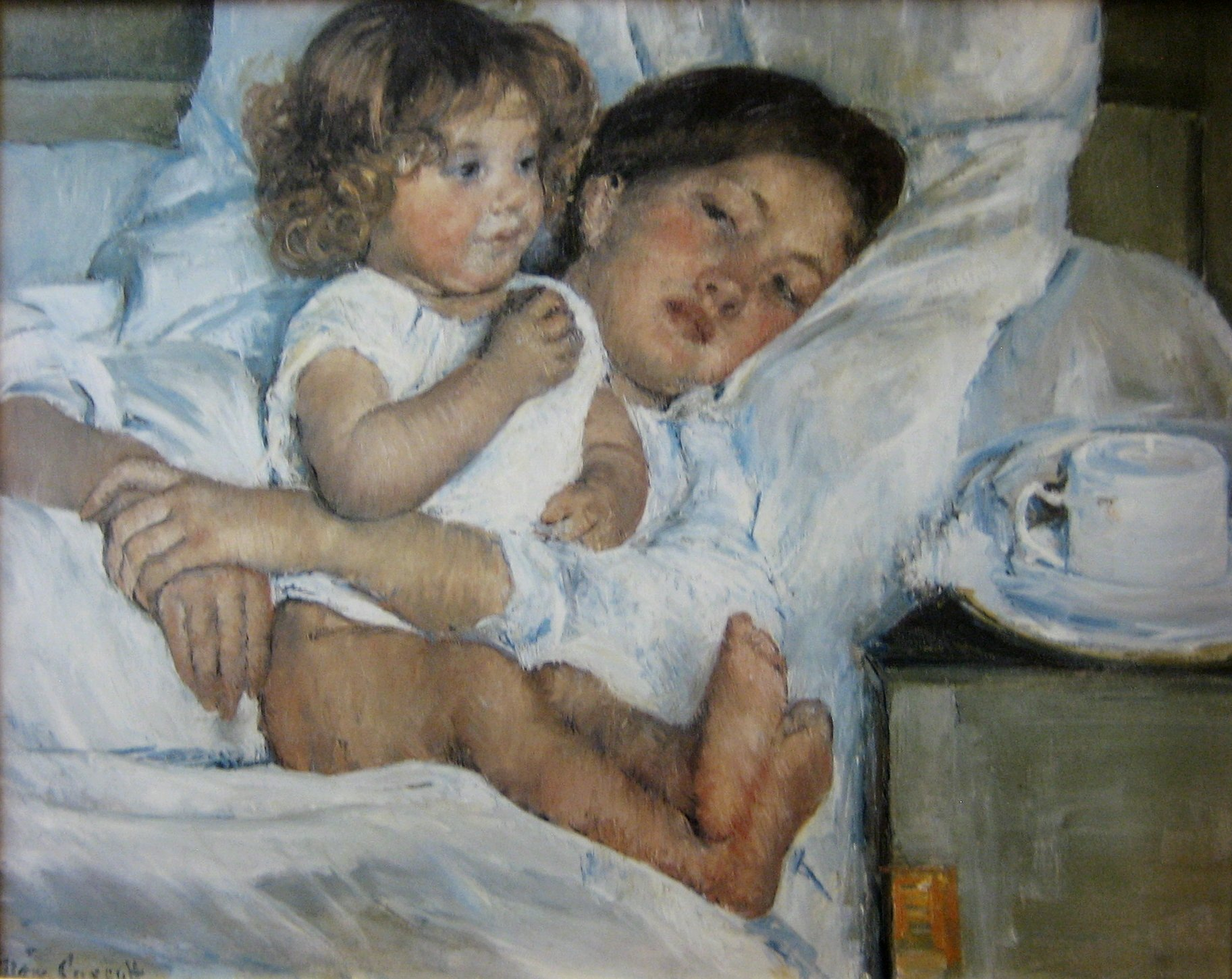
Сніданок у ліжку, 1897
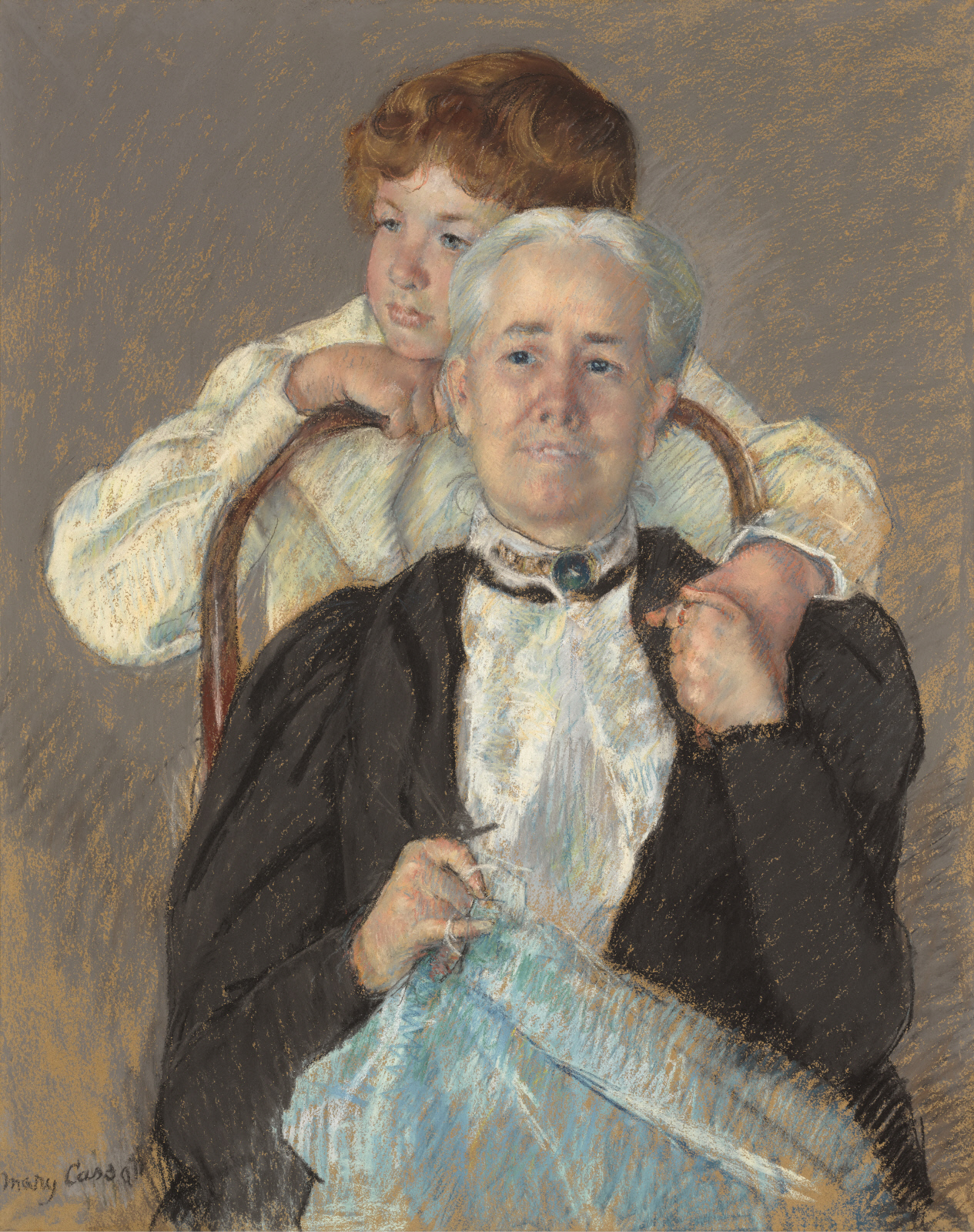
Портрет місіс Сайрус Лоренс з онуком, пастель, 1898
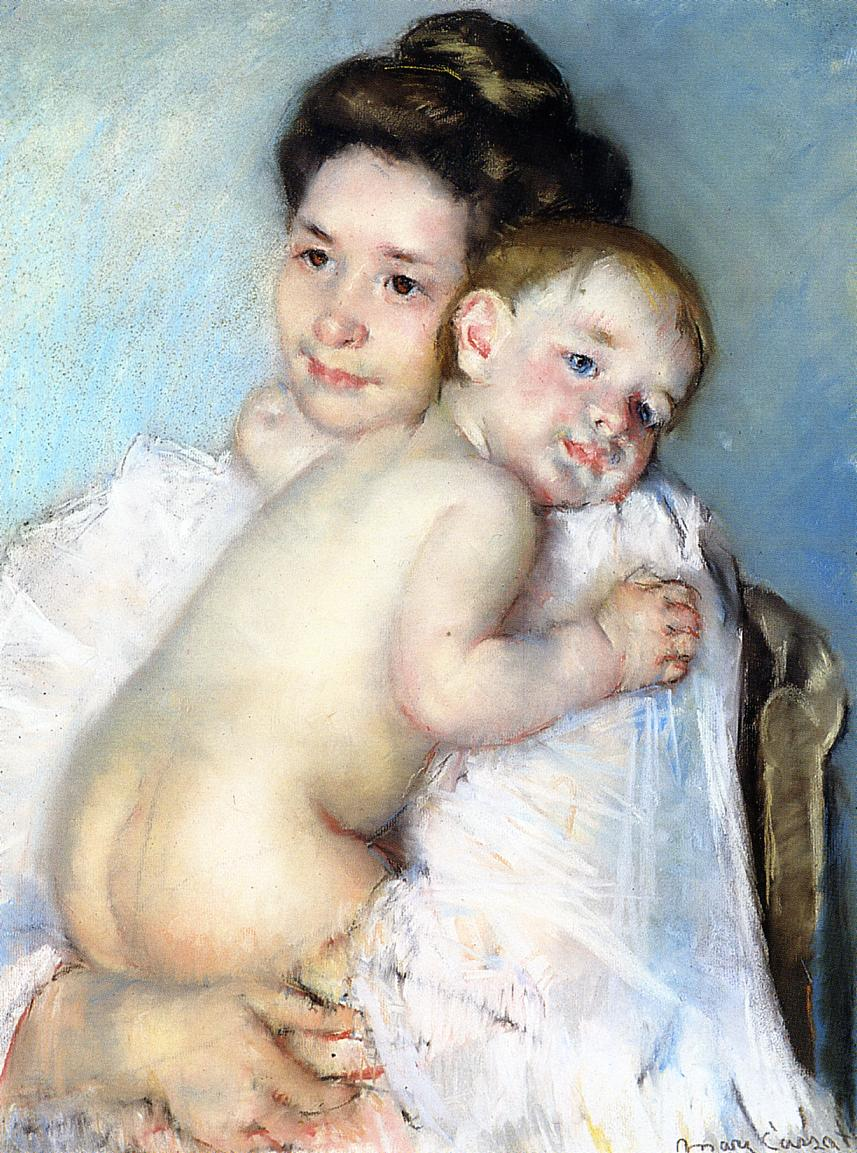
Молода мати, біля 1900
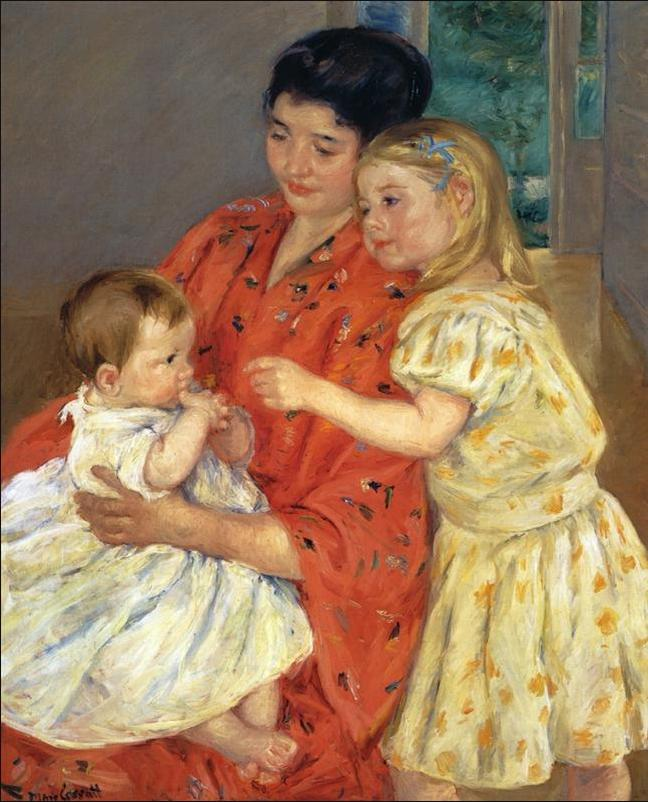
Мати і двоє дітей, 1901
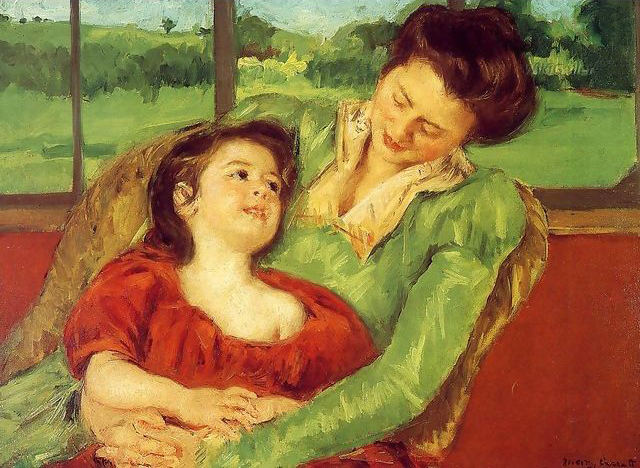
Рейн Лефебр і Марго перед вікном, 1902
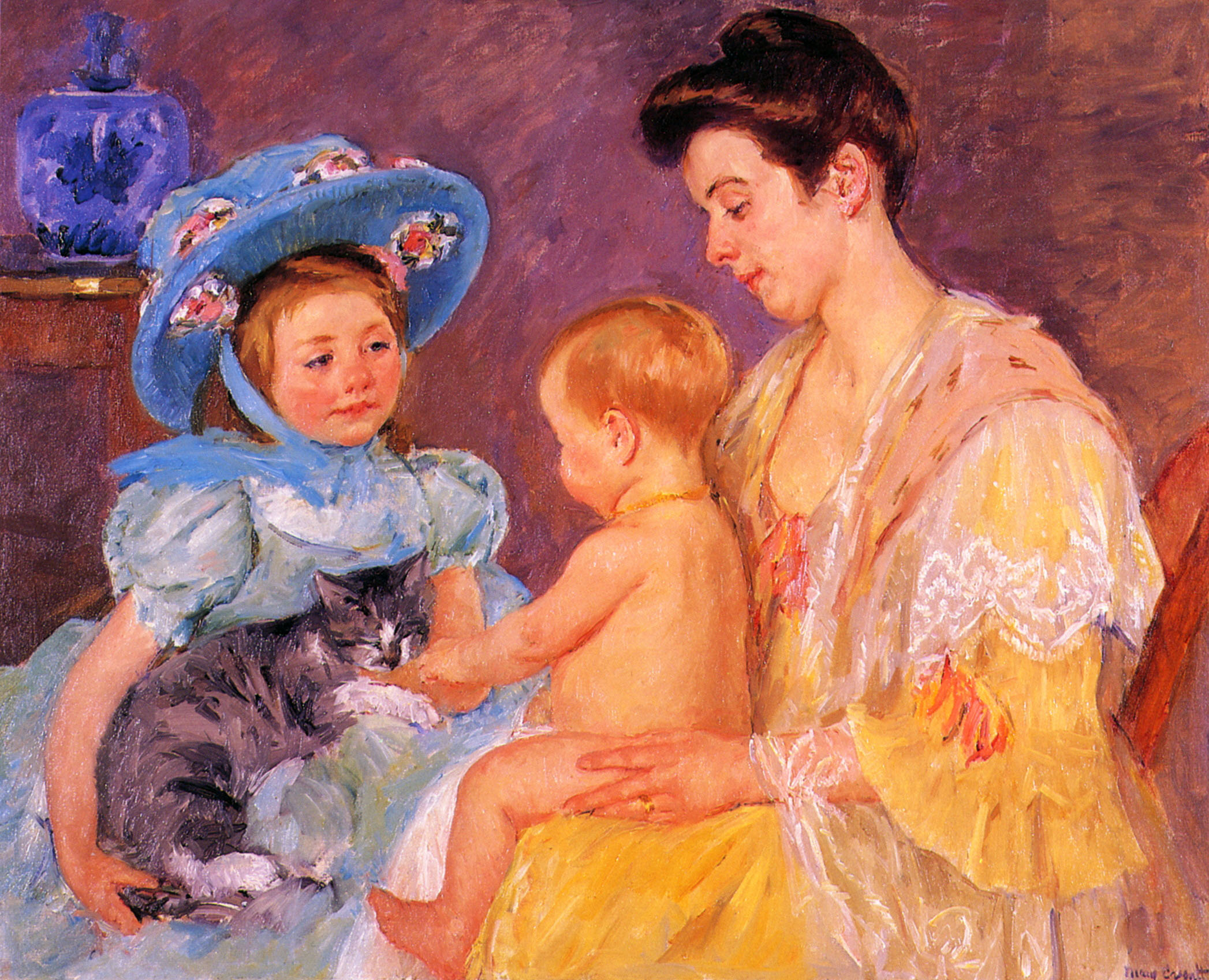
Діти граються з кішкою, 1908
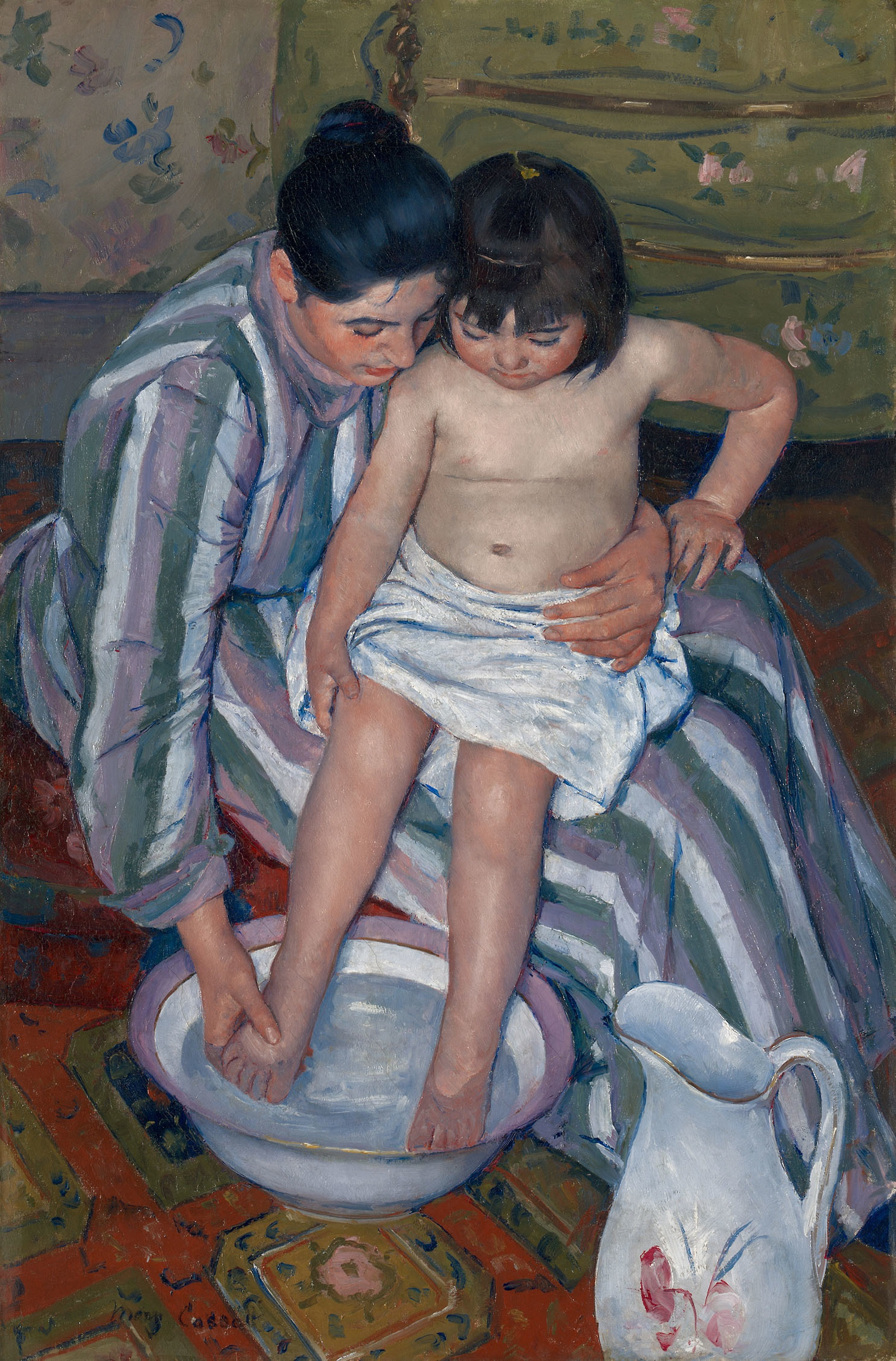
Миття дитини, 1910
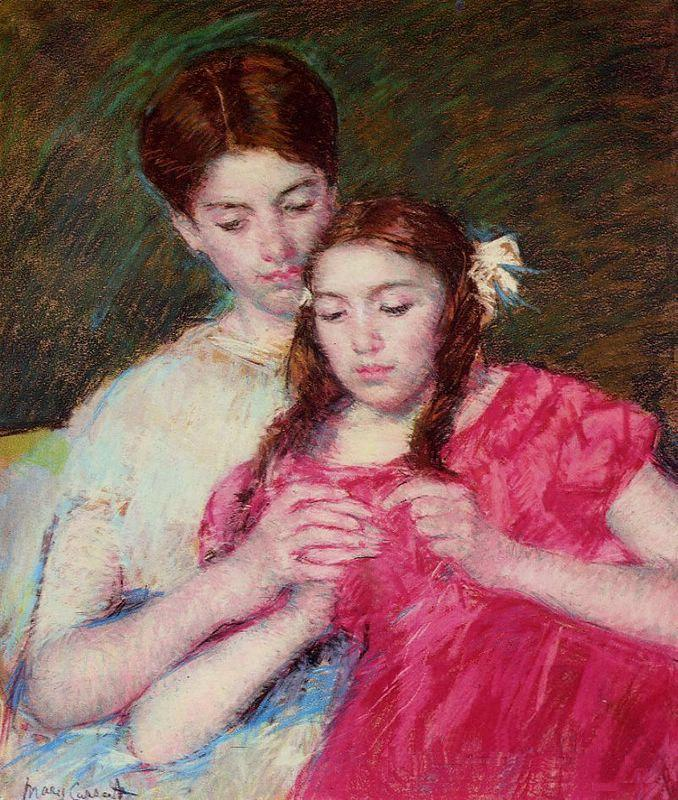
Урок вязання крючком, 1913